# That Stubborn Kinda Fellow
That Stubborn Kinda Fellow studijski je album američkog soul vokala Marvina Gayea, koji izlazi 1962.g. LP izdaje nekoliko hit singlova, "Stubborn Kind of Fellow", "Hitch Hike" i "Pride & Joy", koje mu pomažu u popularnosti na R&B sceni.
Neobjavljeni singl "Wherever I Lay My Hat (That's My Home)" postaje popularan glazbeni standard, a kasnije se nalazi na popisu albuma britanskog pjevača Paula Younga i njegova verzija postaje hit na britanskim Top listama.

## Popis pjesama
1. "Stubborn Kind of Fellow"
2. "Pride & Joy"
3. "Hitch Hike"
4. "Got To Get My Hands on Some Lovin'"
5. "Wherever I Lay My Hat (That's My Home)"
6. "Soldier's Plea"
7. "It Hurt Me Too"
8. "Taking My Time"
9. "Hello There Angel"
10. "I'm Yours You're Mine"

## Izvođači
- Marvin Gaye - prvi vokal
- Martha and the Vandellas - prateći vokali
- The Funk Brothers - instrumenti
- William "Mickey" Stevenson - producent